# Waray-Wikipedia
De Waray-Wikipedia (in de eigen taal: Waray Wikipedia, met als motto Wikipedia, an gawasnon nga ensayklopedya) is een uitgave van de online encyclopedie Wikipedia in het Waray(-Waray).
De Waray-Wikipedia ging op 25 september 2005 van start. De encyclopedie telde medio 2014 meer dan een miljoen artikelen en meer dan 17.700 geregistreerde gebruikers.